# Indisch restaurant
Het Indisch restaurant is een type restaurant dat gerechten serveert uit de Indische keuken, maar dat steeds meer verdrongen wordt door het Indonesisch restaurant. 

## Geschiedenis
Het Indische restaurant vindt zijn oorsprong in de vraag door Indische Nederlanders die op verlof naar Holland waren en naar maaltijden die volgens de Indische keuken waren bereid, verlangden. Omdat veel ‘Indië-gangers' en verlofgangers uit Nederlands-Indië zich in Den Haag vestigden, verrezen veel Indische restaurants in deze stad. Enkele andere zijn te vinden in Amsterdam, Rotterdam en Utrecht.
In 1903 werd in Den Haag het eerste Indische restaurant, Oost en West, geopend. Het bestond tot 1914. Hierna volgden Warong Djawa (1911-1949), Indisch restaurant L. J. van Geemert in 1919 en dat later bekend is geworden onder de naam Tampat Senang en bestond tot 2016. Het beroemde Garoeda op de Kneuterdijk stamde van 15 december 1949 maar vond haar oorsprong reeds in 1937 in de Haagse Edisonstraat 95. De keuken is nu Indonesisch. Het in het vroegere woonhuis van Johan de Witt gevestigde Warong Batavia was vanaf 7 december 1935 actief en daarna heette het vanaf 30 augustus 1937 Brastagi. Op 9-3-1943 werd het tijdelijk gesloten (aangeduid als Indisch restaurant).
Diverse Indische restaurants openden hun deuren, maar verdwenen ook weer. 

## Benaming
Vaak staat op de gevel of ramen Indonesian Restaurant. Dit komt doordat men het restaurant voor meer internationale bekendheid aanduidt met de Engelstalige term ‘Indonesian Restaurant’, dat in het Nederlands vertaald zowel ‘Indisch Restaurant' als ‘Indonesisch Restaurant’ kan betekenen. Ook worden de termen 'Indisch' en 'Indonesisch' vaak door elkaar gebruikt en worden naast de Indische ook Indonesische gerechten geserveerd. Ten gevolge van de Engelstalige websites wordt de term 'Indisch restaurant' standaard vertaald in 'Indonesisch restaurant', waardoor op de websites de Indische restaurants alleen nog onder 'Indonesische restaurants' zijn te vinden.
 De echte Indische restaurants zijn er vrijwel niet meer, doordat er geen koks meer zijn te vinden die maaltijden volgens de Indische keuken kunnen bereiden en steeds meer zijn vervangen door Indonesische koks.

## Bekende Indische restaurants (Den Haag)
- Sarinah (1973-2013)
- The Raffles (1993-2022)
- Toko Frederik (1984-heden)
- Waroeng Soeboer (1958-heden)
- Bogor (1960-heden)

## Indische restaurants elders
Spandershoeve in Hilversum claimt dat het sinds 1972 het oudste Indisch familierestaurant in Nederland is. Het bezat in de periode van 1998 tot 2008 een Michelinster.